# Alive Behind the Green Door
Alive Behind the Green Door és el primer álbum del grupo de Punk rock Irlandés/estadounidense Flogging Molly. Fue grabado en directo en el pub Molly Malone's en 1997.

## Lista de canciones
1. "Swagger" – 2:50
2. "Every Dog Has Its Day" – 4:42
3. "Selfish Man" – 3:08
4. "Never Met a Girl Like You Before" – 3:36
5. "Laura" – 4:40
6. "If I Ever Leave This World Alive" – 3:44
7. "Black Friday Rule" – 8:20
8. "What's Made Milwaukee Famous (Has Made a Loser Out of Me)" – 2:45
9. "Between a Man and a Woman" – 4:00
10. "De (That's All Right) Lilah" – 8:35

## Canciones en otros álbumes
Los siguientes temas fueron grabados para álbumes posteriores del grupo:
- "Every Dog Has Its Day", "Selfish Man" y "Black Friday Rule" aparecen en "Swagger" (2000).
- "Swagger" y "If I Ever Leave This World Alive" aparecen en "Drunken Lullabies" (2002).
- "Laura" aparece en "Whiskey on a Sunday" (2006).
- "Between a Man and a Woman" aparece en "Float" (2008).

Además, el tema "What's Made Milwaukee Famous (Has Made a Loser Out of Me)" es original de Glenn Sutton. El último tema del disco es una mezcla de los temas Delilah (Tom Jones) y That's All Right Mama (Elvis Presley).
Así, la única canción que sólo se encuentra en este álbum es "Never Met a Girl Like You Before".

## Personal
- Dave King – cantante, guitarra acústica
- Bridget Regan – violín
- Tedd Hutt – guitarra eléctrica
- Jeff Peters – bajo
- George Schwindt – batería
- Toby McCallum – mandolina

- Datos: Q2544935